# Болонин, Василий Иванович
Василий Иванович Болонин (21 декабря 1901 — 10 декабря 1964) — советский железнодорожник, старший паровозный машинист депо Вологда Северной железной дороги, первый из вологжан, удостоенный звания Герой Социалистического Труда (1943).

## Биография
Родился в 1901 году в Вологде (по другим данным в Тотьме) в семье ремесленника тотемского мещанина Ивана Захаровича Болонина и его жены Екатерины Александровны, урождённой Бурловой (крестьянка из деревни Шеино Спасской волости Вологодского уезда Вологодской губернии). Русский. В 1916 году окончил начальное училище и в том же году начал трудовую деятельность. На следующий год стал слесарем паровозного депо Вологда. В 1919 году сдал экзамены и стал работать помощником машиниста, в 1926 году получил права машиниста. После четырёх лет работы механиком и окончания курсов по подготовке в вуз учился в Транспортно-экономическом институте в Москве. Во время практики заболел и по заключению врачебной комиссии был вынужден прервать учёбу.
Вернулся в Вологду и продолжил обучение в вечернем филиале Ленинградского института инженеров транспорта. После окончания двух курсов филиал в Вологде закрыли, а по материальному и семейному положению продолжить обучение в Ленинграде не смог. Возобновил работу в депо вначале инспектором-приемщиком паровозов, а потом машинистом паровоза. Попытки выдвинуть Болонина на руководящие должности (старшего диспетчера, заместителя начальника Вологодского паровозного отделения) заканчивались тем, что он возвращался на паровоз.
Один из первых последовал примеру П. Ф. Кривоноса по вождению поездов на большом клапане паровоза и с большими скоростями. Лунинский метод по исправному содержанию локомотива Болонин и ранее широко использовал на вверенном ему паровозе. Именно потому ему был доверен юбилейный шеститысячный паровоз Харьковского завода. Его машина не знала расточительных простоев, не заходила на деповские пути для межпромывочного ремонта.

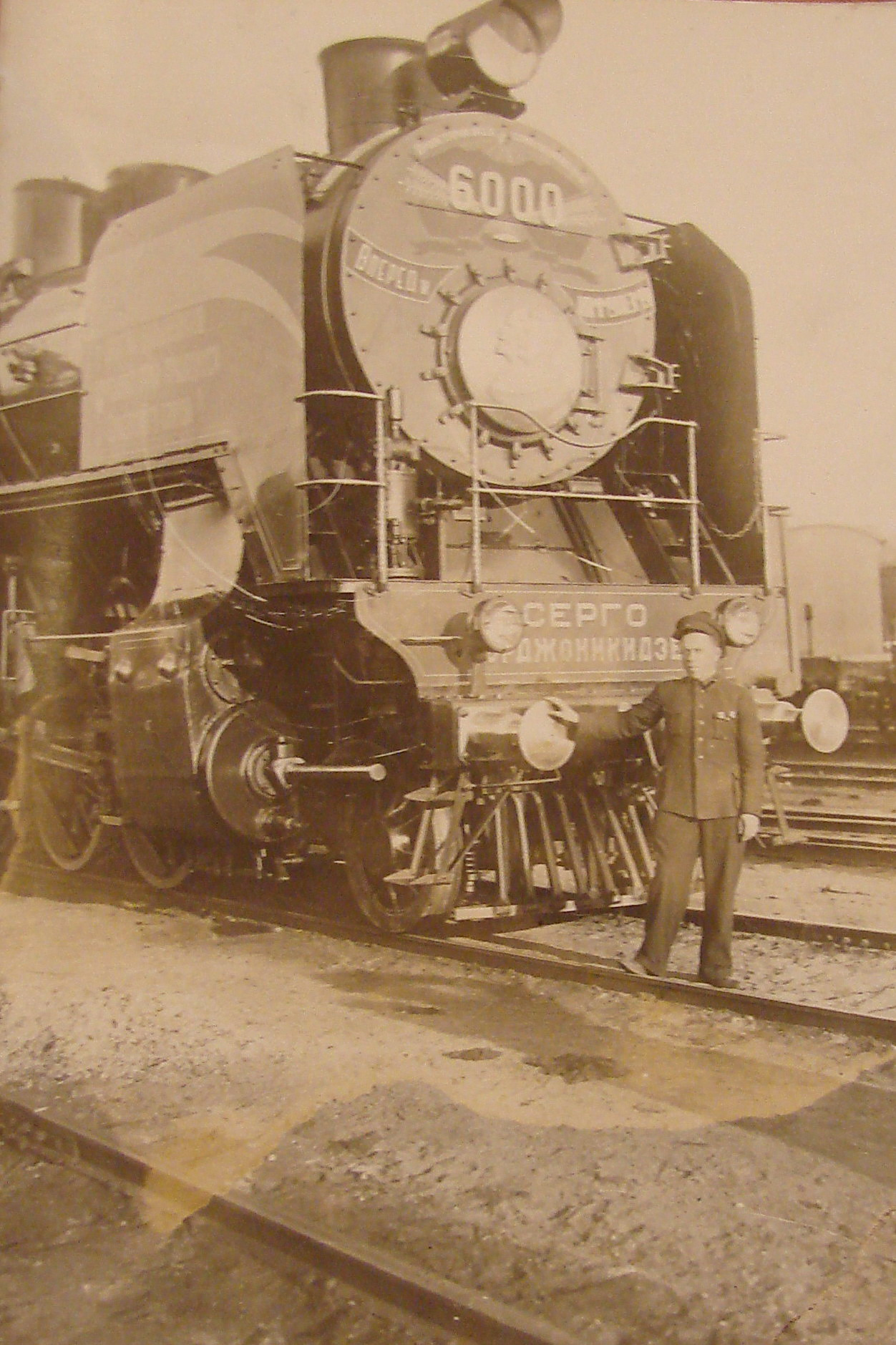
В. И. Болонин и его паровоз

Во время Великой Отечественной войны Болонин водил тяжеловесные маршруты, боролся за быстрый оборот паровоза. Болонин, его напарник Баженов и машинист Вологодского депо Тюнин явились инициаторами безостановочного сквозного вождения тяжеловесных поездов. Положил начало вождению сдвоенных поездов.
В первую военную зиму стал вожаком колонны паровозов имени Государственного Комитета Обороны. Когда в марте 1942 года на железной дороге была учреждена дорожная «Доска почёта», первым на неё был занесён Болонин.
Инициатор использования дров вместо дорогого угля, запасы которого в условиях военного времени сокращались. Предложенные им методы экономного расходования дров на паровозах стали применяться на всей сети железных дорог.
Отличным содержанием паровоза и освоением техники дровяного отопления он добился большой экономии топлива. Только за 10 месяцев 1942 года им было сэкономлено 1700 кубометров дров, а в апреле 1943 года — 308 кубометров. Это было достигнуто путём внедрения рациональных методов сжигания дров, в зависимости от профиля пути и веса поезда.
В течение 1942 года и пяти месяцев 1943 года на участках Вологда—Вожега длиной 149 километров и Вологда—Данилов длиной 139 километров водил поезда без остановок на промежуточных станциях для дополнительного набора топлива и воды. В течение двух лет не имел опозданий в пути. Болонин первым в депо Вологда стал выдерживать график оборота паровоза, работающего на дровяном отоплении. НКПС приказом от 20 июня 1943 года обязал начальников дорог внедрить метод В. И. Болонина во всех паровозных депо.
Указом Президиума Верховного Совета СССР от 5 ноября 1943 года «за особые заслуги в деле обеспечении перевозок для фронта и народного хозяйства и выдающиеся достижения в восстановлении железнодорожного хозяйства в трудных условиях военного времени» Болонину Василию Ивановичу присвоено звание «Героя Социалистического Труда» с вручением ордена Ленина и золотой медали «Серп и Молот».
После войны работал на руководящих должностях — заместителя и начальника Вологодского отдела паровозного хозяйства. В 1946 году избирался депутатом в Верховный Совет СССР второго созыва (1946 — 1950). В 1958 году вышел на пенсию. 
Жил в городе Вологде. Скончался 10 декабря 1964 года. Похоронен на Введенском кладбище.

## Семья
Жена - Мария Ивановна (урождённая Меньшикова), с 15 ноября 1921 года.  
Дети - сын Юрий (1930 года рождения) и дочь Людмила (1936 года рождения).

## Награды и звания
- медаль «Серп и Молот» (05.11.1943)
- 3 ордена Ленина (21.07.1942; 05.11.1943; 16.07.1951)
- орден Трудового Красного Знамени (29.07.1945)
- пять медалей
- два знака «Почётный железнодорожник»

## Память

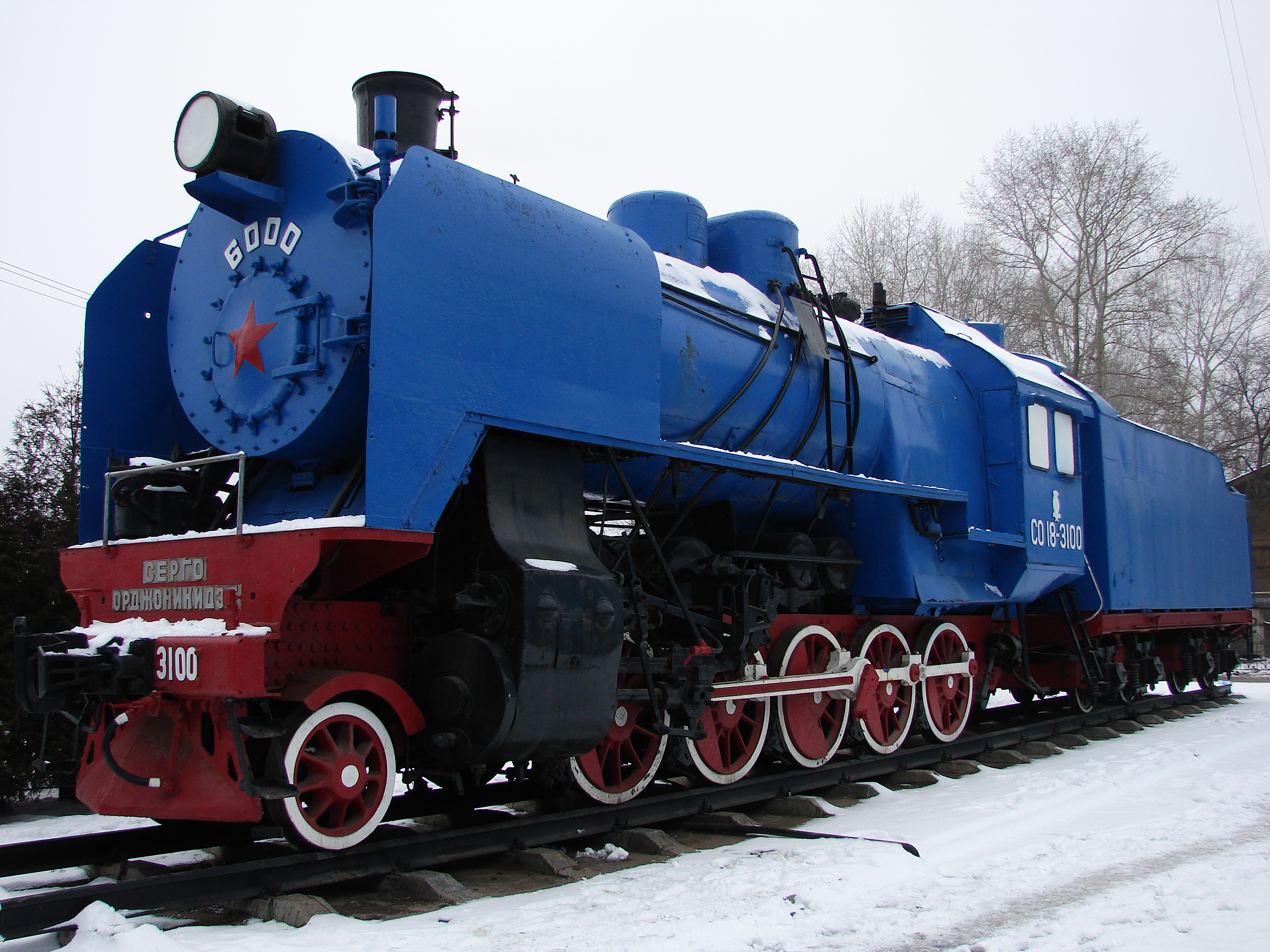
Паровоз-памятник СО18-3100

- Памятником машинисту Болонину стал паровоз СО-18-3100, установленный у локомотивного депо Вологда на вечную стоянку
- В 1985 году одна из улиц Вологды (бывшая Локомотивная) была названа именем В. И. Болонина
- Мемориальная доска на фасаде здания средней школы № 29